# Баріа-Вунгтау
Баріа-Вунгтау (в'єт. Bà Rịa-Vũng Tàu) — провінція у південній частині В'єтнаму. Площа — 1987,4 км². Населення за даними перепису 2009 року — 996 682 особи. Щільність населення — 500,67 осіб/км².

## Адміністративний устрій
Сучасний вигляд провінція набула у 1992 році, виділившись із провінції Донгнай. В адміністративному відношенні поділяється на два міста, Вунгтау і Баріа і сім повітів:
- Тяудик (Châu Đức) — повіт
- Кондао (Côn Đảo) — повіт. Являє собою архіпелаг з 16 островів загальною площею 75,15 км², частину якого займає однойменний національний парк. Один з головних островів також носить назву Кондао і має однойменний аеропорт.
- Датдо (Đất Đỏ) — повіт
- Лонгдьєн (Long Điền) — повіт
- Тантхань (Tân Thành) — повіт
- Суєнмок (Xuyên Mộc) — повіт

## Економіка
У провінції розвинені нафтовидобувна та туристична галузі. У провінції знаходяться найближчі до Хошиміна морські пляжі, тому у вихідні багато жителів мегаполісу приїжджають сюди на відпочинок.

## Населення
У 2009 році населення провінції становило 996 682 особи (перепис), з них 498 129 (49,98 %) чоловіки і 498 553 (50,02 %) жінки, 499 797 (50,15 %) сільські жителі і 496 885 (49,85 %) жителі міст.
Національній склад населення (за даними перепису 2009 року): в'єтнамці 972 095 осіб (97,53 %), хоа 10 042 особи (1,01 %), тьоро 7 632 особи (0,77 %), інші 9 913 осіб (0,69 %).